# Robinson R22
El Robinson R22 és un helicòpter utilitari lleuger dissenyat i fabricat per l'empresa estatunidenca Robinson Helicopter Company. Aquest helicòpter biplaça fou dissenyat per Frank Robinson el 1973 i està en producció des de 1979.

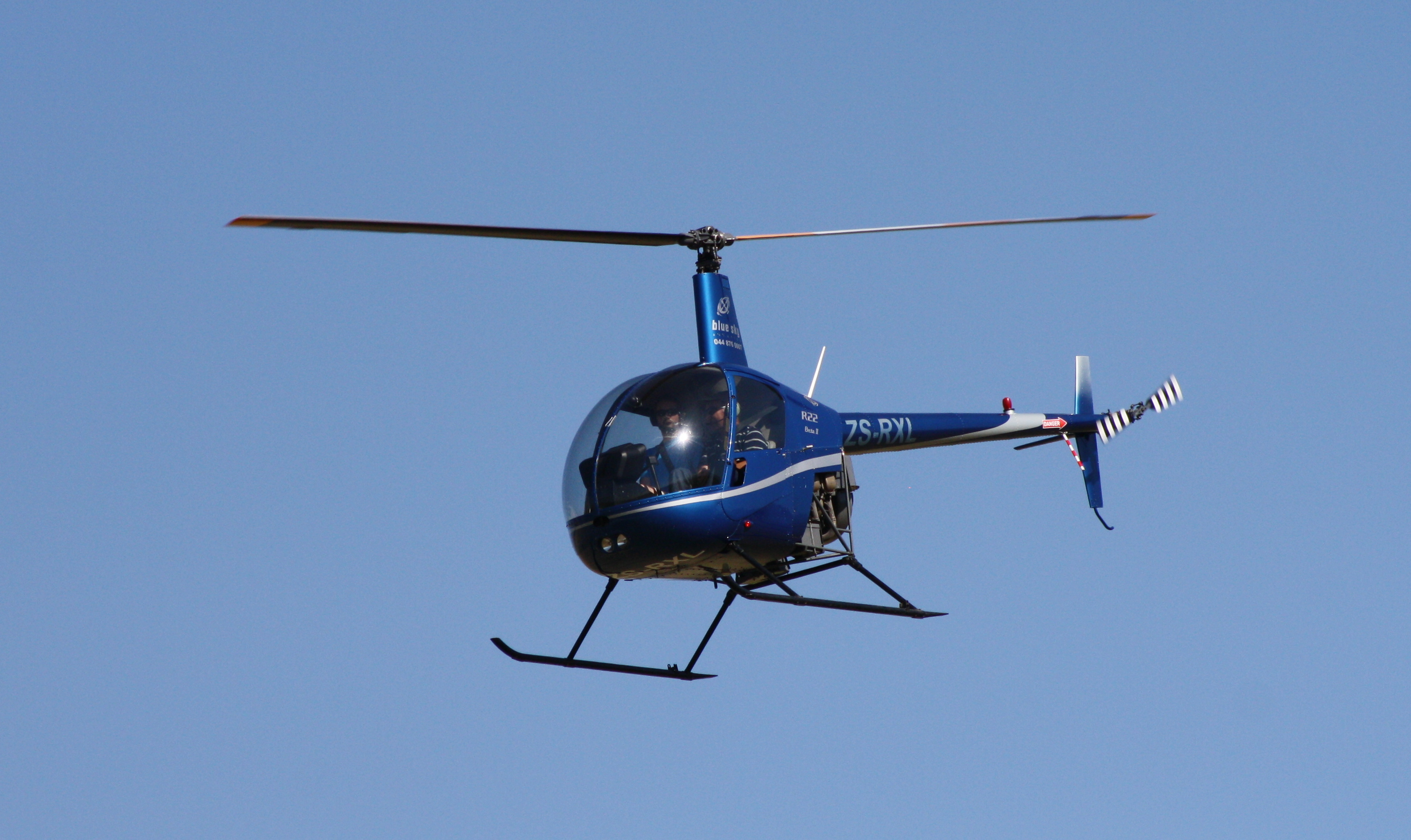
Robinson R22 en vol.

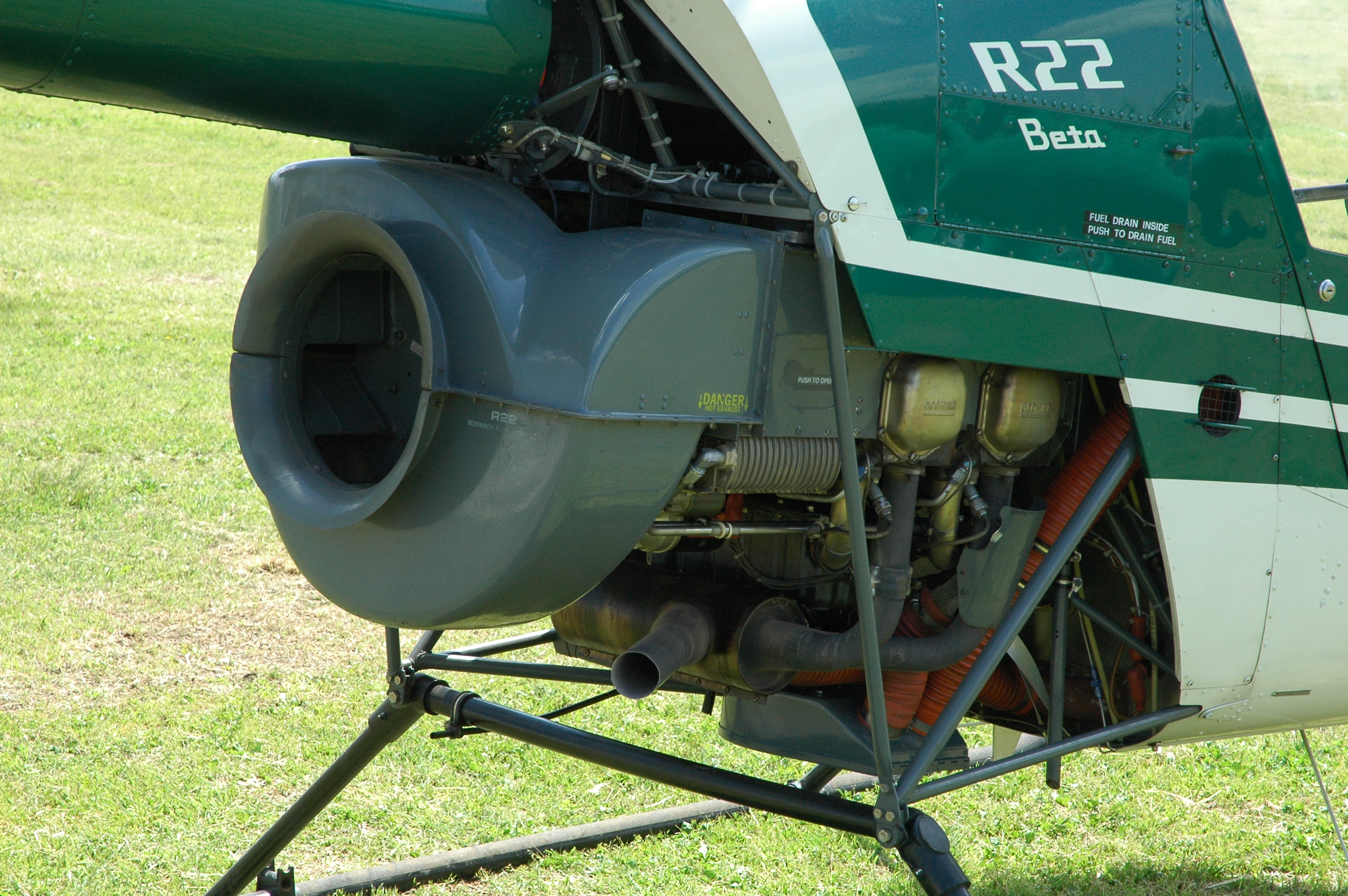
Vista del motor Lycoming O-320 d'un Robinson R22 Beta.

## Desenvolupament
La major parts de vols de prova van ser realitzats a finals de la dècada de 1970 a Torrance, Califòrnia. El pilot de proves va ser Joseph John Tymczyszyn. La FAA va atorgar la certificació el març de 1979.

## Costos de l'R22
L'R22 té un preu de venda recomanat base de 285.000 $ (2016). Els costos operatius, segons dades de fàbrica pels EUA, són de 143,59 $ per hora de vol.

## Cultura popular
En els simuladors de vol existeixen una o més variants del Robinson R22, com el simulador de vol de codi obert FlightGear, així com en el sector comercial.

## Especificacions R22
Dades de Robinson R22 Pilot's Operating Handbook. Current versions of the R22 vary slightly.
Característiques generals
- Tripulació: 1
- Capacitat: 2, incloent el pilot
- Longitud: 8,74 m
- Diàmetre del rotor: 7,67 m
- Diàmetre del rotor de cua: 1,07 m
- Alçada: 2,72 m
- Superfície del disc 46,2 m²
- Pes buit: 389 kg
- Pes carregat: 417 kg
- Pes màxim d'enlairament: 635 kg
- Motors: 1×  flat 4 piston engine Lycoming O-320-A2B or -A2C, 124 cv
- Capacitat del dipòsit de combustible total capacity: 19,8 galons (75 litres)

 Rendiment 
- Velocitat màxima absoluta : 188 km/h, 102 nusos
- Velocitat de creuer: 177 km/h, 96 nusos
- Abast: 386 km
- Sostre de servei: 14.000 peus (4.267 m)
- Ràtio d'ascens: 6,1 m/s
- Càrrega del disc: 13,7 kg/m²
- Potència/pes: 0,147 kW/kg
- Autonomia: aproximadament 3 hores, amb una reserva de 30 minuts